# Hill-Rom
Hill-Rom Holdings, Incorporated ist ein US-amerikanisches Medizintechnikunternehmen. Unter dem Dach der Holdinggesellschaften arbeiten Hill-Rom, die 2008 erworbene Liko und die 2015 erworbene Welch Allyn. Die deutsche Tochterfirma, die Hill-Rom GmbH, hat ihren Sitz in Essen.

## Geschichte
Firmengründer John Hillenbrand aus Batesville (Indiana) stellte ab 1884 Holzsärge her. 1909 übernahm er die Batesville Coffin Company und nannte sie in Batesville Casket Company um. Die heute noch existierende Firma hat insgesamt acht Fabriken in den USA und Mexiko. 2010 war sie der größte Sarghersteller der USA. 2008 wurde die Hillenbrand Inc. gegründet und zusammen mit Batesville ausgelagert. Das Unternehmen wird weiterhin von der Familie Hillenbrand geführt und hatte 2015 rund 6.000 Mitarbeiter. Die vormalige Holding Hillenbrand Industries übernahm im selben Jahr den Namen der Tochter Hill-Rom.
Hill-Rom wurde 1929 von William A. Hillenbrand gegründet und stellte ursprünglich hölzerne Betten für Krankenhäuser her. Heute produziert das Unternehmen auch andere Möbelstücke für das Gesundheitswesen, Personenlifter, Produkte zur Wundversorgung sowie IT-Lösungen und unterhält Fabriken in den USA, Mexiko und Frankreich. Die 1979 in Schweden gegründete Firma Liko, Spezialist für Personenlifter, wurde 2008 von Hill-Rom übernommen und ab 2011 auch Liko Frankreich und in der Schweiz. Im Bereich Krankenhausbetten war Hill-Rom zur Zeit der Jahrtausendwende Marktführer in den USA.
2012 wurde das deutsche Unternehmen Völker GmbH aus Witten von der Hill-Rom Holdings, Inc., übernommen. Hill-Rom verfolgte mit dieser Übernahme die Realisierung eine Zwei-Marken-Strategie. Mit unterschiedlichen Produkten unter dem Namen Hill-Rom und Völker Betten. Im August 2017 verkaufte Hill-Rom das Unternehmen Völker an die private Investmentgesellschaft CoBe Capital LLC.
2012 folgte die Übernahme des 1999 gegründeten Unternehmens Aspen Surgical.
im August 2014 erfolgte die Übernahme von Trumpf Medical bzw. TRUMPF Medizin Systeme GmbH + Co. KG, ein deutsches Unternehmen mit Sitz in Saalfeld für medizintechnische Ausstattung für OP-Saal, Intensivstation mit rund 820 Mitarbeitern und einem Umsatz 2016 von 222 Millionen Euro. Trumpf medical wiederum hatte 1998 die Blancomed GmbH übernommen, die im Zuge der Privatisierung 1990 und der Ausgründung mehrerer Firmen am Standort Saalfeld im Oktober 1991 entstand. Zudem übernahm Trumpf Medical 2001 das Unternehmen KREUZER GmbH + Co. KG, ein deutscher Hersteller von Deckenstativen für den Operationssaal, den Intensivbereich und die Endoskopie mit Sitz in Puchheim.
2015 übernahm Hill-Rom das 1915 gegründete Medizintechnikunternehmen Welch Allyn für rund 2,05 Milliarden US-Dollar. Welch Allyn hatte von 1921 bis 2012 auch ein Werk in Deutschland.
Im Februar 2017 erfolgte die Übernahme des 1982 gegründeten Unternehmens Mortara Instrument; dieser Hersteller von medizintechnischen Geräten ist insbesondere im Bereich EKG tätig. Produkte von Mortara Instrument werden unter der Marke Welch Allyn fortgeführt.
Am 2. September 2021 wurde bekanntgegeben, dass Baxter International das Unternehmen für 12,4 Milliarden Dollar übernehmen wird.

## Marken
- Hill-Rom
- Allen (seit 1999)
- Liko (ab 2008)
- Aspen Surgical (seit 2012)

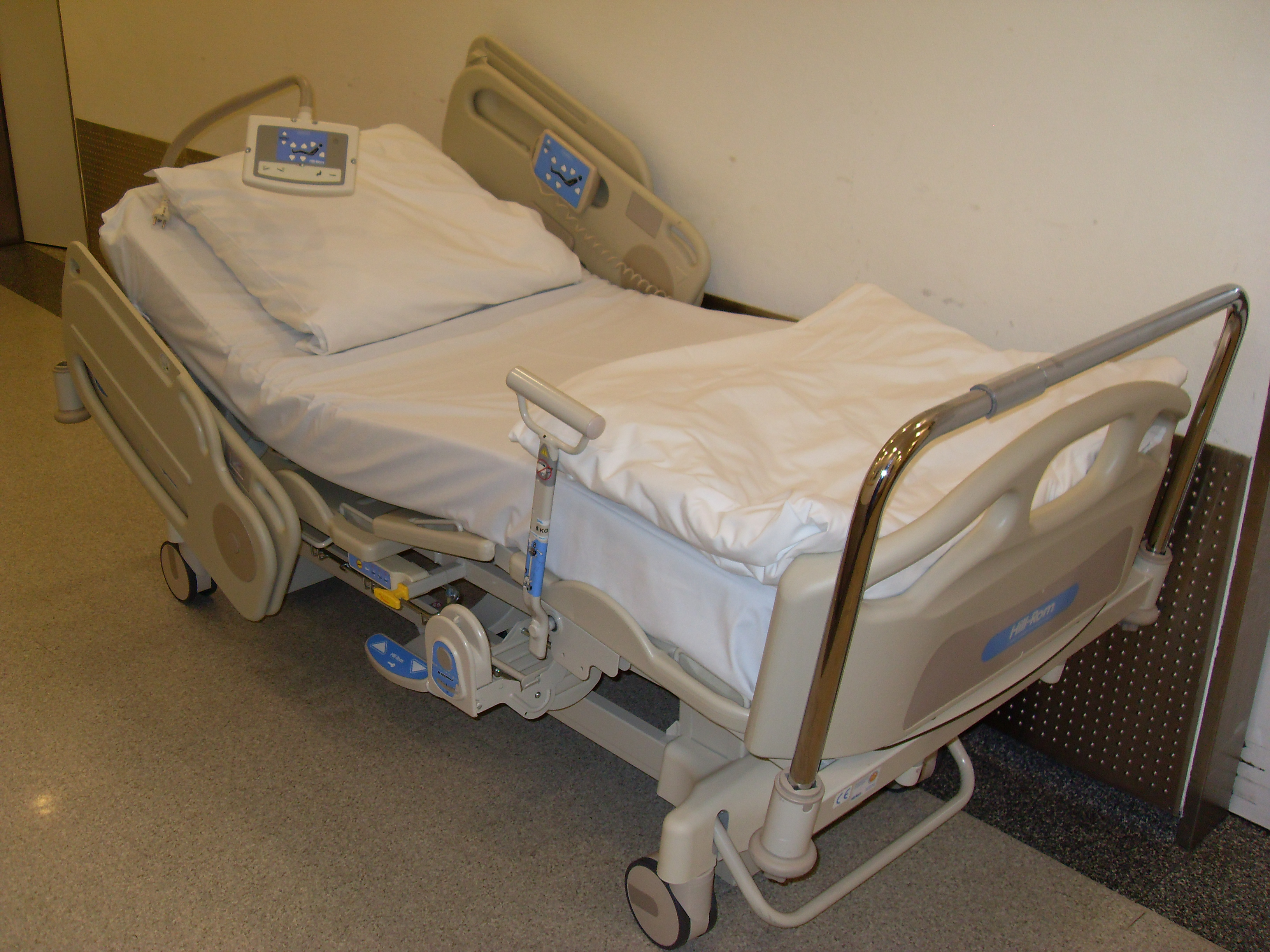
Klinikbett von Hill-Rom (2011)

- Trumpf Medical (seit 2014) (zuvor Übernahmen durch Trumpf Medical von Blancomed und Kreuzer)
- Welch Allyn (ab 2015)